# Leptopoecile
Leptopoecile – rodzaj ptaków z rodziny raniuszków (Aegithalidae).

## Występowanie
Rodzaj obejmuje gatunki występujące w Azji.

## Morfologia
Długość ciała 8,5–10 cm, masa ciała 6–8 g.

## Systematyka

### Etymologia
Greckie λεπτος leptos – „delikatny, smukły”; rodzaj Poecile Kaup, 1829, sikora.

### Podział systematyczny
Do rodzaju należą następujące gatunki:
- Leptopoecile sophiae Severtsov, 1873 – sikorczak tybetański
- Leptopoecile elegans Przevalski, 1887 – sikorczak czubaty